# Equites
Equites (overs. 'hest'  eller 'kavalerister'  eller 'rytter'), eller på dansk undertiden også omtalt som "riddere", udgjorde den anden af de ejendomsbaserede klasser i antikkens Roms sociale hieraki. De rangerede lige under senator-klassen. Et medlem af denne klasse blev kaldt eques, hvilket er entalsformen af det latinske ord equites.
Oprindeligt (under det Romerske Kongerige og tidlige Romerske Republik) udgjorde equities det romersk kavaleri. I denne periode blev legionernes kavaleri udelukkende rekrutteret fra patricierne (equities-klassen). Men i takt med at Rom øgede størrelsen af deres kavaleri, begyndte man at rekruttere velhavende borgere (eksempelvis plebejere, som ikke var del af equities-klassen) til at gøre tjeneste i legionernes kavaleri. Betydningen af equities i det romerske kavaleri faldt derfor særligt i perioden 200-88 f.Kr., mens man efter 88 f.Kr. helt stoppede med at rekruttere fra equities-klassen til at gøre tjeneste i det romerske kavaleri. En anden årsag til, at andelen af equities i det romerske kavaleri faldt var, at kun equites kunne tjene som officerer i den romerske hær. Derfor var der færre equites tilgængelige til at tjene i kavaleriet i takt med hæren voksede i størrelse, da disse skulle tjene i den stadig voksende officersstab. Dette faktum gør også, at equites undertiden også omtales som "officersklassen".

## Eksterne links
- "Roman Social Class and Public Display". 2009. Arkiveret fra originalen 2006-09-27. Hentet 2014-07-30.
- Lendering, Jona (16. august 2012). "Eques (Knight)". Livius.org. Arkiveret fra originalen 7. august 2014. Hentet 26. marts 2020.